# تویوهانتیرا آندریامانژاتوریماننا
تویوهانتیرا آندریامانژاتوریماننا (به انگلیسی: Tojohanitra Andriamanjatoarimanana) (زادهٔ ۳۰ اکتبر ۱۹۹۰) شناگر اهل ماداگاسکار است.